# Amga
Amga (ros. Амга) – rzeka w Rosji (Jakucja); lewy (i zarazem najdłuższy) dopływ Ałdanu; długość 1462 km; powierzchnia dorzecza 69 300 km²; średni roczny przepływ u ujścia 190 m³/s.
Źródła w Górach Ałdańskich; płynie w kierunku północno-wschodnim, w górnym biegu w wąskiej, głębokiej dolinie; w środkowym i dolnym biegu po wschodniej części Płaskowyżu Nadleńskiego. Dopływy stosunkowo krótkie. Żeglowna na odcinku 472 km od ujścia.
Zamarza od października do maja; duże wahania stanów wody.
Rzeka przepływa przez Rezerwat Olokiemski.